# Anochthera indistincta
Anochthera indistincta là một loài bướm đêm trong họ Geometridae.